# Espacio vectorial topológico ordenado
En matemáticas, específicamente en análisis funcional y en la teoría del orden, un espacio vectorial topológico ordenado, también llamado EVT ordenado, es un espacio vectorial topológico (EVT) {\displaystyle X} que tiene un orden parcial (≤) en un espacio vectorial ordenado cuyo cono positivo {\displaystyle C:=\left\{x\in X:x\geq 0\right\}} es un subconjunto cerrado de {\displaystyle X}. 
Los EVT ordenados tienen aplicaciones importantes en teoría espectral.

## Cono normal
Si C es un cono en un EVT {\displaystyle X}, entonces C es normal si {\displaystyle {\mathcal {U}}=\left[{\mathcal {U}}\right]_{C}}, donde {\displaystyle {\mathcal {U}}} es el filtro de entornos en el origen, {\displaystyle \left[{\mathcal {U}}\right]_{C}=\left\{\left[U\right]:U\in {\mathcal {U}}\right\}} y {\displaystyle [U]_{C}:=\left(U+C\right)\cap \left(U-C\right)} es el entorno C-saturado de un subconjunto {\displaystyle U} de {\displaystyle X}. 
Si C es un cono en un EVT {\displaystyle X} (sobre los números reales o complejos), entonces los siguientes enunciados son equivalentes:
1. C es un cono normal.
2. Para cada filtro {\displaystyle {\mathcal {F}}} en {\displaystyle X}, si {\displaystyle \lim {\mathcal {F}}=0} entonces {\displaystyle \lim \left[{\mathcal {F}}\right]_{C}=0}.
3. Existe una base de entornos {\displaystyle {\mathcal {B}}} en {\displaystyle X} tal que {\displaystyle B\in {\mathcal {B}}} implica que {\displaystyle \left[B\cap C\right]_{C}\subseteq B}.

y si {\displaystyle X} es un espacio vectorial sobre los números reales, entonces también:
1. Existe una base de entornos en el origen que consta de conjuntos convexos, equilibrados y C-saturados.
2. Existe una familia generadora {\displaystyle {\mathcal {P}}} de semi-normas en {\displaystyle X} tal que {\displaystyle p(x)\leq p(x+y)} para todos los {\displaystyle x,y\in C} y {\displaystyle p\in {\mathcal {P}}}.

Si la topología en {\displaystyle X} es localmente convexa, entonces el cierre de un cono normal es un cono normal.

### Propiedades
Si C es un cono normal en {\displaystyle X}, y B es un subconjunto acotado de {\displaystyle X}, entonces {\displaystyle \left[B\right]_{C}} está acotado. En particular, cada intervalo {\displaystyle [a,b]} está acotado.
Si {\displaystyle X} es de Hausdorff, entonces todo cono normal en {\displaystyle X} es un cono propio.

## Propiedades
- Sea {\displaystyle X} un espacio vectorial ordenado sobre los números reales que es de dimensión finita. Entonces, el orden de {\displaystyle X} es arquimediano si y solo si el cono positivo de {\displaystyle X} está cerrado para la topología única bajo la cual {\displaystyle X} es un EVT de Hausdorff.[1]
- Sea {\displaystyle X} un espacio vectorial ordenado sobre los reales con cono positivo C. Entonces, los siguientes enunciados son equivalentes:[1]

1. El orden de {\displaystyle X} es regular.
2. C se cierra secuencialmente para alguna topología de un EVT localmente convexo de Hausdorff en {\displaystyle X}; y {\displaystyle X^{+}} distingue puntos en {\displaystyle X}
3. El orden de {\displaystyle X} es arquimediano, y C es normal para algunas topologías de un EVT localmente convexo de Hausdorff en {\displaystyle X}.